# Studioul de film Odesa

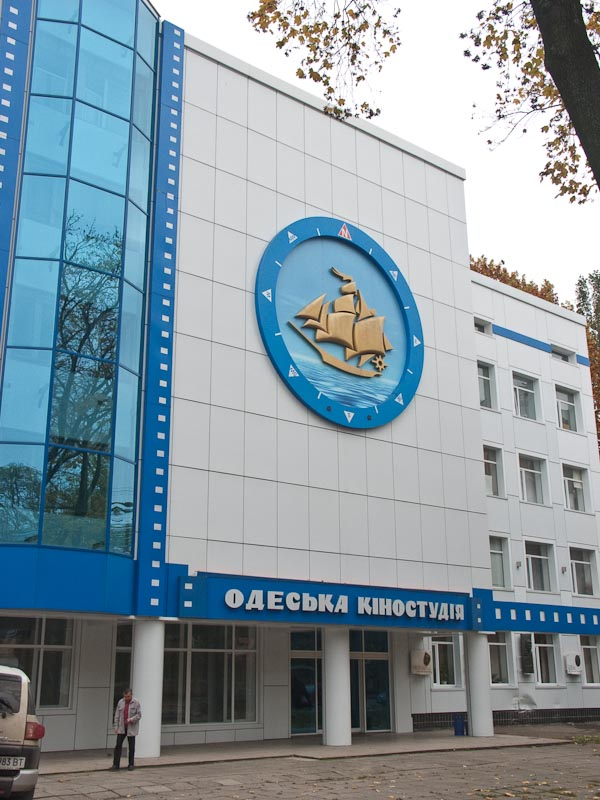
Studiourile de film Odesa

Studioul Odesa (denumirea originală în ucraineană Одеська кіностудія, în rusă Одесская киностудия)
este una dintre principalele structuri de producție cinematografică din Ucraina. Creat ca un studio de film în 1907 la Odesa în timpul Imperiului Rus, studioul a dezvoltat o activitate intensă de producție în timpul URSS. După o perioadă de declin puternic în anii 1990, a produs din nou filme, sub culorile ucrainene.

## Istoric
Studioul de film din Odesa își conduce istoria din 1907. Atunci fotograful Miron Osipovich Grossman (ucraineană Гроссман Мирон Йосипович, transliterat: Grossman Miron Iosipovici; 1866-1937), după ce a deschis un studio de film, a început să filmeze o cronică locală. În mai 1913, a fondat parteneriatul „Mirograph”, care producea filme pe teme populare, prezentate în cinematografia europeană . 
Chiar înainte de naționalizarea industriei cinematografice (decretul din 27 august 1919), studioul a fost confirmat în misiunea sa de către Narkompros, organism de stat responsabil cu asigurarea dezvoltării corespunzătoare a cinematografiei.

## Filmografie selectivă
- 1941 Întâlnire pe ring (Боксёры / Boksiorî), regia Vladimir Gonciukov
- 1941 Vulturul mărilor (Морской ястреб/Morskoi iastreb), Vladimir Braun
- 1965 Fidelitate (Верность / Vernost), regia Piotr Todorovski
- 1965 Străina (Иностранка / Inostranka), regia Konstantin Juk și Aleksandr Serîi
- 1972 Cutezanța (Дерзость / Derzost), regia Gheorghi Jungvald-Hilkevici
- 1977 Curierii diplomatici roșii (Красные дипкурьеры / Krasnîe dipkurier), regia Villen Novak
- 1979 Detașament cu misiune specială (Отряд особого назначения), regia Vadim Lîsenko
- 1987 Zece negri mititei (Десять негритят/Desiat negritiat), regia Stanislav Govoruhin